# Lista de publicações de Astérix

Capacete de Astérix

Esta é uma lista de publicações da série de banda desenhada franco-belga Astérix, criada por René Goscinny e Albert Uderzo.

## Álbuns

### Álbuns por Goscinny e Uderzo
| Ordem | Ano de publicação | Título                                             | Títulos em português | Enredo |
| ----- | ----------------- | -------------------------------------------------- | --- | --- |
| 1     | 1961              | Astérix le Gaulois                                 | Brasil: Asterix o Gaulês / Portugal: Astérix o Gaulês                                                                       | O centurião romano Caius Bonus, após descobrir sobre a poção mágica sequestra Panoramix para descobrir como fazê-la. |
| 2     | 1962              | La Serpe d'or                                      | Brasil: Asterix e a Foice de Ouro / Portugal: Astérix e a Foice de Ouro                                                     | Panoramix quebra sua foice, e Asterix e Obelix vão comprar outra em Lutécia. |
| 3     | 1963              | Astérix et les Goths                               | Brasil: Asterix e os Godos / Portugal: Astérix e os Godos                                                                   | Panoramix é sequestrado pelos godos, e Asterix e Obelix vão à Germânia resgatá-lo. |
| 4     | 1964              | Astérix Gladiateur                                 | Brasil: Asterix Gladiador / Portugal: Astérix Gladiador                                                                     | Chatotorix é sequestrado pelos romanos como presente para César, e Asterix e Obelix o buscam em Roma. Para conseguir resgatá-lo, entram para a escola de gladiadores. |
| 5     | 1965              | Le tour de Gaule                                   | Brasil: Asterix e a Volta à Gália / Portugal: Astérix e a Volta à Gália                                                     | Após um romano começar a isolar a aldeia com uma paliçada, Asterix propõe a ele desistir após um banquete com comidas pegas ao redor da Gália (num trajeto parecido com o Tour de France). |
| 6     | 1965              | Astérix et Cleopatre                               | Brasil: Asterix e Cleópatra / Portugal: Astérix e Cleópatra                                                                 | O arquiteto egípcio Numerobis é incumbido pela rainha Cleópatra de construir um palácio para Júlio César em três meses, para que Cleópatra ganhe uma aposta feita com o imperador romano. Por sorte, seu pai conheceu Panoramix e vai pedir ajuda ao druida e a Asterix e Obelix.                       |
| 7     | 1966              | Le Combat des Chefs                                | O Combate dos Chefes | Um chefe de aldeia simpático aos romanos propõe um duelo a Abracurcix, valendo a aldeia. No meio-tempo, Panoramix é atingido por um menir e enlouquece. |
| 8     | 1966              | Astérix chez les Bretons                           | Brasil: Asterix entre os Bretões / Portugal: Astérix entre os Bretões                                                       | Após conquistar quase toda a Gália, César decide invadir a Bretanha (atual Reino Unido). Apenas uma aldeia resiste, e Cinemapax, um contraparente de Asterix, resolve ir à Gália para pedir a ajuda de seu primo e da poção de Panoramix.                                                               |
| 9     | 1967              | Astérix et les Normands                            | Brasil: Asterix e os Normandos / Portugal: Astérix e os Normandos                                                           | Abracurcix recebe seu sobrinho covarde, Calhambix, com a missão de torná-lo um homem. No meio-tempo, normandos vêm à Gália em busca do "campeão do medo". |
| 10    | 1967              | Astérix Légionnaire                                | Brasil: Asterix Legionário / Portugal: Astérix Legionário                                                                   | Obelix se apaixona por Falbalá - e ao descobrir que o noivo desta, Tragicomix, fora alistado à força e mandado para a África, Asterix e Obelix entram na legião romana para resgatá-lo. |
| 11    | 1968              | Le Bouclier arverne                                | Brasil: O Escudo Arverno / Portugal: O Escudo de Arverne)                                                                   | Abracurcix é enviado para uma estância hidroterápica por estar doente, Asterix e Obelix vão para Gergóvia, e César busca o escudo de Vercingetórix. |
| 12    | 1968              | Astérix aux Jeux Olympiques (1968)                 | Brasil: Asterix nos Jogos Olímpicos / Portugal: Astérix nos Jogos Olímpicos                                                 | Asterix descobre que os romanos e os gregos participam, de quatro em quatro anos, de uma competição chamada jogos olímpicos. Como a Gália está ocupada pelo Império Romano, Asterix pode participar dos jogos, como representante da Gália. Mas há um problema: ele não pode usar a poção de Panoramix… |
| 13    | 1969              | Astérix et le Chaudron                             | Brasil: Asterix e o Caldeirão / Portugal: Astérix e o Caldeirão                                                             | Um gaulês deixa um caldeirão cheio de sestércios na aldeia por segurança - e após o dinheiro sumir, Asterix e Obelix buscam recuperá-los. |
| 14    | 1969              | Astérix en Hispanie                                | Brasil: Asterix na Hispânia / Portugal: Astérix na Hispânia                                                                 | O filho do chefe da última aldeia resistente à ocupação na Hispânia é sequestrado e levado para a Gália - e Asterix e Obelix resolvem levá-lo de volta. |
| 15    | 1970              | La Zizanie                                         | Brasil: A Cizânia / Portugal: A Zaragata                                                                                    | César decide conquistar a aldeia acabando com a união dos gauleses - para isso, usa um romano especializado em discórdia, Tulius Detritus. |
| 16    | 1970              | Astérix chez les Helvètes                          | Brasil: Asterix entre os Helvéticos / Portugal: Astérix entre os Helvécios                                                  | Um questor romano é envenenado pelo governador da Gália, e apela à Panoramix - porém a poção antídoto exige uma flor montanhosa, que Asterix e Obelix vão buscar na Helvécia. |
| 17    | 1971              | Le Domaine des Dieux                               | O Domínio dos Deuses | Para conquistar a aldeia, César começa a construir um grande hotel, o Domínio dos Deuses, na floresta que a circunda. |
| 18    | 1972              | Les Lauriers de César                              | Os Louros de César | Um bêbado Abracurcix promete ao cunhado um guisado temperado com a coroa de louros de César, e Asterix e Obelix acabam em Roma tentando conquistá-la. |
| 19    | 1972              | Le Devin                                           | O Adivinho | Enquanto Panoramix está ausente, um adivinho começa a se aproveitar da credulidade dos gauleses. |
| 20    | 1973              | Astérix en Corse                                   | Brasil: Asterix na Córsega / Portugal: Astérix na Córsega                                                                   | Após descobrirem um líder corso sequestrado, Asterix e Obelix resolvem acompanhá-lo de volta para casa. |
| 21    | 1974              | Le cadeau de César                                 | Brasil: Asterix e o Presente de César / Portugal: Astérix e o Presente de César                                             | César dá a um legionário por se aposentar, as terras da aldeia, e este legionário repassa-as a um taverneiro, que vai reclamar seu terreno. |
| 22    | 1975              | La Grande Traversée                                | A Grande Travessia | Asterix e Obelix vão pescar e acabam por chegar à América do Norte, onde também encontram Vikings. |
| 23    | 1976              | Obélix et Compagnie                                | Brasil: Obelix e Companhia / Portugal: Obélix e Companhia                                                                   | Para desunir a aldeia, um assessor de César começa a comprar os menires de Obelix, estimulando a concorrência na aldeia. |
| 24    | 1979              | Astérix chez les Belges                            | Brasil: Asterix entre os Belgas / Portugal: Astérix entre os Belgas                                                         | Abracourcix não se conforma com o fato de César achar os belgas o povo mais bravo da Gália e vai à Bélgica tirar satisfações. |
| 32    | 2003              | Astérix et la Rentrée gauloise                     | Brasil: Asterix e a Volta às Aulas / Portugal: Astérix e o Regresso dos Gauleses                                            | Reedição de álbum de 1993 que reúne histórias curtas criadas por René Goscinny e Albert Uderzo publicadas na revista Pilote, acrescentadas de quatro histórias inéditas. |
| 34    | 2009              | L'Anniversaire d'Astérix et Obélix - Le Livre d'Or | Brasil: O Aniversário de Asterix e Obelix - O Livro de Ouro / Portugal: O Aniversário de Astérix e Obélix - O Livro de Ouro | Álbum comemorando os 50 anos de Asterix. Na história, Asterix e Obelix fazem aniversário e são visitados por pessoas conheceram em suas viagens. |

### Álbuns apenas por Uderzo
Após a morte de Goscinny, Uderzo continuou a série sozinho, escrevendo suas próprias histórias sobre temas como feminismo e estrangeiros, com viagens para a Índia e a Atlântida. Esses álbuns mais recentes são muitas vezes criticados por falta de humor e estilo de escrita de Goscinny, e alguns fãs consideram que a série terminou com Asterix na Bélgica. No entanto, os números de vendas não mostraram indícios de popularidade diminuída.
| Ordem | Ano de publicação | Título                        | Títulos em português                                                                  | Enredo |
| ----- | ----------------- | ----------------------------- | ------------------------------------------------------------------------------------- | --- |
| 25    | 1980              | Le Grand Fossé                | O Grande Fosso                                                                        | Asterix e Obelix se envolvem com uma aldeia separada por um fosso, as rivalidades de seus dois chefes e as artimanhas de um gaulês traidor que quer se casar com a filha de um dos chefes.      |
| 26    | 1981              | L'Odyssée d'Astérix           | Brasil: A Odisséia de Asterix / Portugal: A Odisseia de Astérix                       | Asterix e Obelix viajam até a Galiléia conseguir petróleo para o druida, acompanhados por um druida espião Zerozerosix (feito à imagem de Sean Connery, ator de 007).                           |
| 27    | 1983              | Le Fils d'Astérix             | Brasil: O Filho de Asterix / Portugal: O Filho de Astérix                             | Um bebê é deixado na porta da casa de Asterix, que se vê obrigado a encontrar seus verdadeiros pais - ninguém menos que César e Cleópatra.                                                      |
| 28    | 1987              | Astérix chez Rahazade         | Brasil: As 1001 Horas de Asterix / Portugal: As 1001 Horas de Astérix                 | Asterix e Obelix vão à Índia com Chatotorix para que o bardo use sua voz para fazer chover e livrar a princesa Jade de ser executada.                                                           |
| 29    | 1991              | La Rose et le Glaive          | A Rosa e o Gládio                                                                     | Os guerreiros se envolvem com a galanteria gaulesa, a liberação feminina e uma nova e diferente legião de legionário(a)s.                                                                       |
| 30    | 1996              | La Galère d'Obélix            | Brasil: A Galera de Obelix / Portugal: O Pesadelo de Obélix                           | Escravos roubam a galera de César e a escondem na aldeia gaulesa; Obelix se transforma em granito ao beber a poção mágica, e Asterix e o druida vão com os escravos atrás de uma possível cura. |
| 31    | 2001              | Astérix et Latraviata         | Brasil: Asterix e Latraviata / Portugal: Astérix e Latraviata                         | Os romanos usam uma atriz idêntica à bela Falbalá para que ela recupere o gládio e o elmo de Pompeu, dados de presente a Asterix e Obelix por seus pais.                                        |
| 33    | 2005              | Le Ciel lui Tombe sur la Tête | Brasil: Asterix e o Dia em que o Céu Caiu / Portugal: O Céu Cai-lhe em cima da Cabeça | Os gauleses recebem a visita de estranhos seres espaciais que querem confiscar a poção mágica.                                                                                                  |

### Jean-Yves Ferri e Didier Conrad
A série agora não é escrita por Albert Uderzo, mas sim por Jean-Yves Ferri com desenhos de Didier Conrad - Essa é a primeira vez que a criação da história foi compartilhada entre duas pessoas desde a morte de Goscinny em 1977.
| Ordem | Ano de publicação | Título                      | Títulos em português                                                | Enredo |
| ----- | ----------------- | --------------------------- | ------------------------------------------------------------------- | --- |
| 35    | 2013              | Asterix Chez les Pictes     | Brasil: Asterix entre os Pictos / Portugal: Astérix entre os Pictos | Após encontrar um picto congelado na praia, Asterix e Obelix o levam de volta à Caledônia para impedir que sua amada se case com um rival. |
| 36    | 2015              | Le Papyrus de César         | O Papiro de César                                                   | Um álbum sobre a história das suas campanhas gaulesas dá a entender que Júlio César conquistou toda a Gália, mas os habitantes de uma determinada aldeia têm umas palavras a acrescentar...                                                                                    |
| 37    | 2017              | Astérix et la Transitalique | Astérix e a Transitálica                                            | Obelix decide participar de uma corrida de bigas pela terra natal dos romanos, a Itália, acompanhado por Asterix e Ideiafix. |
| 38    | 2019              | La fille de Vercingétorix   | A filha de Vercingétorix                                            | Uma adolescente misteriosa que supostamente é a filha do próprio grande chefe gaulês Vercingétorix chega à aldeia, escoltado por dois chefes arvernos e sendo caçada pelos soldados romanos.                                                                                   |
| 39    | 2021              | Astérix et le Griffon       | Astérix e o Grifo                                                   | Quando Júlio César lança uma expedição para capturar um grifo, o xamã sármata Fanciacuppov, para quem os grifos são sagrados, pede ajuda a Panoramix, que traz junto Asterix e Obelix na luta contra os romanos. Enquanto isso, Ideiafix faz amizade com uma matilha de lobos. |

### Fabcaro e Didier Conrad
Em 2023, um novo álbum será lançado, novamente com desenhos de Conrad, dessa vez o roteiro é de autoria de Fabcaro.
| Ordem | Ano de publicação | Título       | Títulos em português | Enredo |
| ----- | ----------------- | ------------ | -------------------- | --- |
| 40    | 2023              | L'Iris blanc | O Lírio Branco       | Um médico romano com ideias sobre melhorar o humor e saúde com persuasão psicológica e pensamento positivo é mandado por César para tentar conquistar a aldeia. |

## Livros ilustrados
Astérix  também deu origem a álbuns que não são banda desenhada, mas sim livros ilustrados.
- Álbuns publicados por Rouge et Or (textos e ilustrações de Albert Uderzo, 1983):
  - L'Abominable Horrifix
  - Jéricocorix
  - La Course de chars
  - Le Feu de pommes
  - Marmaille et pagaille
  - L'Eau du ciel
  - Les pirates
  - L'Illustrissime Belcantus

- Álbuns de adaptações cinematográficas:
  - Les Douze Travaux d'Astérix (1976)
  - Astérix et la Surprise de César
  - Astérix et le Coup du menhir
  - Astérix et les Indiens
  - Astérix et les Vikings
  - Astérix aux Jeux olympiques

## Fora da colecção
- - Comment Obélix est tombé dans la marmite du druide quand il était petit (texto de René Goscinny, illustrações de Albert Uderzo)
  - Le Livre d'Astérix le Gaulois
  - Uderzo croqué par ses amis
  - Astérix et ses amis : Para o 80º aniversário de Albert Uderzo, dezenas de artistas de banda desenhada criam histórias no universo Astérix.
  - Le Menhir D'Or (texto de René Goscinny, illustrações de Albert Uderzo) : Originalmente lançado como um audiolivro com um revista ilustrada acompanhando em 1967, foi adaptado para um livro regular em 2020.[2]

Álbuns promocionais oferecidos pela Total em 1992 (estes três álbuns são compilações de excertos dos álbuns originais, cada um abordando um determinado tema):
- - Histoire de Voyage
  - Histoire de Pirates
  - Histoire de Sports

Diversos livros foram feitos estrelando o cão Ideiafix, mais recentemente adaptações de sua série animada Idéfix et les Irréductibles:
- - Pas de quartier pour le latin ! (2021.)
  - Les Romains se prennent une gamelle ! (2022)
  - Ça balance pas mal à Lutèce ! (2022)
  - Les irréductibles font leur cirque ! (2023)
  - Idéfix et le druide (2023)

## Livros-jogos
Um dos personagens da série, o jovem Goudurix, sobrinho de Abraracourcix foi o herói de uma série chamada Alea Jacta Est! De quatro livros-jogos, publicados na década de 1980.
- Le Rendez-vous du chef, Éditions Albert René, 1988, ISBN 2-86497-023-6
- La Vedette armoricaine, Éditions Albert René, 1988, ISBN 2-86497-024-4
- L'Affaire des faux menhirs, Éditions Albert René, 1988, ISBN 2-86497-031-7
- Le Grand jeu, Éditions Albert René, 1989, ISBN 2-86497-028 7

## História editorial
Na França, as primeiras vinte histórias foram publicadas pela primeira vez nas páginas da revista em quadrinhos Pilote, desde a sua primeira edição lançada em 29 de outubro 1959, sob  licença da editora Dargaud ; em seguida, a mesma Dargaud publicou as histórias em álbuns a partir de 1961. Os álbuns vinte e um (Le cadeau de César), vinte e dois (La Grande Traversée), e vinte e três (Obélix et Compagnie) foram pré-publicados, respectivamente, nos periódicos Le Monde, Sud-Ouest e Le Nouvel Observateur. Após o vigésimo-quarto (Astérix chez les Belges), as histórias saíram diretamente no formato álbum.
Em 1998 a Dargaud perdeu os direitos da série, após uma longa batalha judicial em favor de uma nova editora, a Editions Albert René, fundada por Uderzo. Em 2008 o mesmo Uderzo cedeu uma participação majoritária (60%) da Editions Albert René para a editora Hachette Livre, que se tornou a proprietária de todos os direitos do publicações francesas do herói gaulês. A decisão, tomada com Anne Goscinny, filha do falecido roteirista e detentora de 20% das ações da editora Albert René, foi motivada por Uderzo aos 80 anos, como uma mandeira para garantir a sobrevivência de sua personagem após a sua morte. A filha do cartunista Sylvie Uderzo, por sua vez detém 40% das ações da Albert René, no entanto, se opôs publicamente à venda, acusando que o pai foi motivado unicamente por razões econômicas, e que ele havia sido "manipulado".